# Documentaire Informatie Voorziening
Documentaire Informatievoorziening is het beheren, archiveren, registreren en beschikbaar stellen van documenten binnen een organisatie. Deze werkzaamheden worden uitgevoerd zowel voor interne als externe klanten. Dit geldt voor digitale en papieren documenten. Het bouwt voort op de administratieve organisatie zoals die voorheen was, namelijk de registratuur.
Voor het ordenen en beheren van informatie bij overheidsorganisaties, wordt tegenwoordig vaak gebruikgemaakt van het ordeningssysteem dat is ontworpen door de Zaandamse gemeentesecretaris Johan Zaalberg (1858-1934). Hij was op zijn beurt weer geïnspireerd door de werken van Paul Otlet.